# بروس مارغولين
بروس مارغولين (بالإنجليزية: Bruce Margolin)‏ هو محامي أمريكي، ولد في 11 سبتمبر 1941 في كليفلاند في الولايات المتحدة.

## وصلات خارجية
- الموقع الرسمي
- بروس مارغولين على موقع IMDb (الإنجليزية)